# 八仙桌
八仙桌，亦名拜桌，為桌面四邊長度相等、桌面較寬的方桌。共四邊，每邊可坐二人，四邊圍坐八人，故民間雅稱八仙桌。
八仙桌，采用榫卯技术，分有束腰與無束腰兩種形式，有束腰的工藝是，在桌面下部有一圈是收縮進去的，而無束腰的即四腿直接連著桌面。有些八仙桌还有这雕刻精细的牙板和三弯腿，美观性极强。
现今可考的八仙桌可溯辽金，明清两代相当盛行，无论贫贱都要使用，为许多家庭的唯一大型家具。乃至明代，八仙桌样式已臻于成熟，可分束腰與無束腰兩種形式；至清代時，八仙桌大部分改成帶束腰的，腿有的也改成了三彎腿，牙板加了很多如拐子龍、浮雕吉祥圖案等裝飾性的部件。